# Marine (Belgique)

Flamme de guerre de la marine belge

La Marine (en néerlandais Marine) est l'une des cinq forces constituant les Forces armées belges. Avant de retrouver son nom d'origine, le 21 juillet 2025, elle s'intitulait Composante marine (en néerlandais Marinecomponent).
Son commandant est depuis le 28 juin 2023, l'Amiral de division Tanguy Botman.
La Belgique n'a pas, durant son histoire, toujours ressenti le besoin – ou n'a pas désiré se donner les moyens – d'entretenir une marine de guerre. Ainsi est-elle, durant la seconde moitié du XIXe siècle jusqu'à la Première Guerre mondiale et dans l'entre-deux-guerres, dépourvue de marine militaire. Après avoir pris, durant la guerre froide, des dimensions importantes du point de vue du nombre de navires, la force navale belge – au sens strict – se réduit aujourd'hui à deux frégates, cinq chasseurs de mines, deux patrouilleurs et un navire de commandement. D'autres bâtiments, n'ayant pas de vocation militaire, font partie de la marine, à l'image du deuxième Belgica, un navire océanographique.

## Histoire

### Marine Royale (1831-1862)

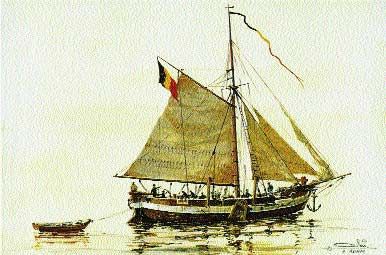
Une des premières canonnières de la Marine Royale

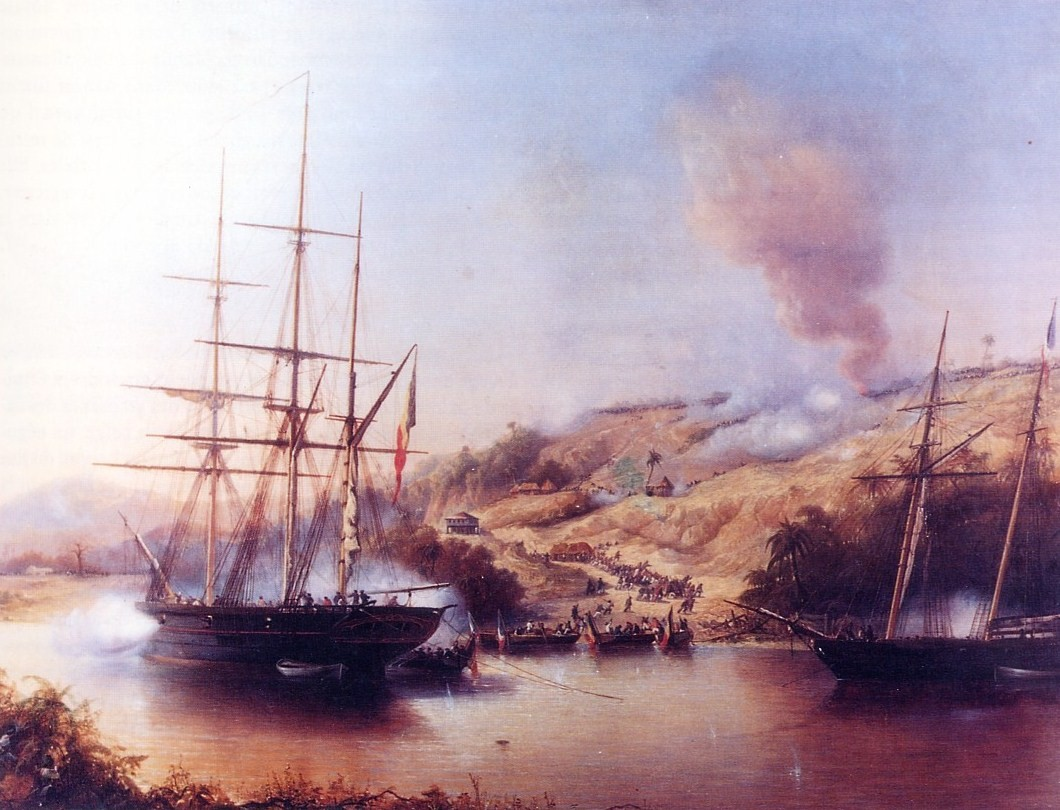
Navires belges et français sur le Rio Nunez, près de Boké (Guinée), en 1849.

Lors de la révolution belge, en septembre 1830, les troupes néerlandaises sont repoussées vers la frontière actuelle entre la Belgique et les Pays-Bas, mais parviennent à tenir les bastions d'Anvers et de Maastricht. Les troupes de Guillaume Ier décident d'entraver les activités commerciales de la Belgique en bloquant avec une escadre l'embouchure de l'Escaut.
Le 15 janvier 1831, le Congrès adopte le budget des dépenses pour le premier semestre de l'année 1831. L'article 11 alloue 250 000 florins « à la marine ». Or, comme le fait remarquer le congressiste Alexandre de Robaulx, la Belgique ne dispose ni de marins ni de bâtiments ; la somme est de surcroît insuffisante pour en acheter. Charles de Brouckère, administrateur général des finances du gouvernement provisoire, assure qu'il n'est nullement question de se munir de navires de guerre. La somme est destinée à payer la prime de 18 florins par tonneau que réclament, conformément à la loi, les armateurs ayant lancé des navires de plus de 500 tonneaux. Plus loin dans les débats, un autre congressiste, Joseph Lebeau, demande qui sera responsable des 250 000 florins. Charles de Brouckère répond qu'il n'a pas encore été décidé dans quelles attributions la marine serait placée. Jean Osy, congressiste, suggère qu'on fasse avec cette somme construire des canonnières, et que la marine soit provisoirement rattachée au département de la guerre. L'article est voté sans plus de précisions.
Dès juillet 1831, des critiques envers la marine sont émises au Congrès. Lors des discussions portant sur les budgets alloués aux ministères pour le troisième trimestre de l'année en cours, Lucien Jottrand dénonce une mauvaise gestion financière de la marine. Selon lui, les canonnières construites à Boom ont été payées près de deux fois trop cher et sont si fragiles que les marins eux-mêmes s'en sont plaints.
La Marine Royale naît effectivement quand deux brigantins, portant les noms de Congrès et de Les Quatre Journées ainsi que quatre canonnières sont construites afin de remédier au blocus. L'armée française du maréchal Étienne Maurice Gérard, qui s'empare en 1832 de la citadelle d'Anvers (prise par Guillaume Ier lors de la campagne des Dix-Jours), la restitue à la Belgique (31 décembre 1832). Les huit canonnières abandonnées par les Néerlandais sur l'Escaut sont, après réparation, mises en service dans la Marine Royale, qui se met alors à s'occuper de missions de garde-pêche, de contrôle des eaux territoriales et de répression des fraudes.
À partir de 1834, la Marine Royale fournit des membres d'équipage à des armateurs ou arme elle-même des navires afin de restaurer le trafic maritime belge et les relations commerciales avec les colonies. Par exemple, en 1835, la Marine arme le trois-mâts Le Robuste ; voguant vers l'Égypte, il fait naufrage sur la côte algérienne. La même année, le cutter L'Éclair est armé par la Marine, et effectue une campagne marchande en Algérie. En 1836, des marins militaires sont embarqués sur deux navires marchands : le trois-mâts Le Météore (vers Malte et Alger) et le brick La Caroline (vers le Brésil). En 1840, le gouvernement fait l'acquisition de la goélette Louise-Marie et du brick Duc de Brabant en 1845. La Marine Royale, avec ses nouveaux navires, encouragée par le roi Léopold Ier, soutient le commerce maritime et la politique d'expansion coloniale.
Jusqu'en 1838-1839, toute la flotte est stationnée sur l'Escaut. Par la suite, une partie en est envoyée à Ostende. À cette occasion, on prend conscience du danger que représente la navigation en haute mer à bord des canonnières construites en 1831 : elles sont résolument trop mal conçues.
Lorsque la ligne Ostende-Douvres est inaugurée, les premières malles sont confiées à la Marine royale.
Alors que, depuis plusieurs années, les députés votent de mauvaise grâce le budget de la marine militaire — qui est sous l'autorité du Ministère des Affaires étrangères —, ladite marine militaire disparaît de fait en 1862, alors qu'elle n'existe plus que sous la forme d'un brick et de personnel, la plupart des navires arborant son pavillon servant en réalité au transport des lettres et de passagers entre Ostende et Douvres. Depuis des années, le scepticisme relativement à l'utilité d'une marine militaire belge avait gagné les rangs de l'armée ; à partir des années 1850, le très influent Henri Alexis Brialmont avait notamment, dans les pages du Journal de l'armée belge, multiplié les articles contre le maintien de la Marine royale. Aussi, le budget du Ministère des Affaires étrangères pour l'année 1862 est amendé par le ministre Charles Rogier lui-même, de sorte que les crédits alloués à la marine militaire sont reportés aux crédits du « matériel pour divers services ». Dès lors, un député demande lors du vote du budget, le 11 avril 1862, que soit supprimé l'intitulé « marine militaire ». Plusieurs autres proposent de parler de « marine de l'État », formule qui est adoptée.

### Marine d'État (1862-1914)
En 1862, le gouvernement belge renonce à avoir une marine militaire et la remplace par une Marine Marchande d'État. L'ex Marine Royale devient alors Marine d'État. De nombreux voiliers anciens sont remplacés peu à peu par des navires à vapeur.

Pour la protection de l'estuaire de l'Escaut, la Belgique fait construire en 1864 un torpilleur à vapeur, à coque de fer, la Torpille ainsi qu'une annexe, à fond plat, pour le transport des torpilles.

Le service de garde-pêche est assuré par le trois-mâts barque Mathilde loué par l'État. Le service international de la pêcherie est assuré par le trois-mâts barque Ville d'Ostende et l'aviso mixte Ville d'Anvers.

De 1884 à 1888, la Compagnie des Mariniers assure la formation des Officiers de la marine à bord du Ville d'Anvers. Peu à peu, la flotte belge se renforce par l'arrivée de nouveaux vapeurs à aubes puis à hélice.
Pendant la Première Guerre mondiale, les navires de la compagnie seront transformés en transports de troupes ou transports de blessés. Une partie des marins belges est affectée à la 6e Escadrille Française de Calais.

### Corps de Torpilleurs et Marins(1917-1927)
Lorsque la Première Guerre mondiale éclate, la Belgique n'a pas de marine. Le gouvernement doit improviser face aux attaques de navires marchands par des bâtiments allemands et au minage des eaux côtières. À Gravelines, un Dépôt des Equipages est créé en 1917. Les marins belges servent à bord des dragueurs de mines français de la 6e escadrille, basée à Calais. Le Dépôt fournit aussi des militaires qualifiés pour s'occuper de l'artillerie, qu'on place sur les navires marchands.

En 1918, le traité de Versailles attribue à la Belgique une partie des navires saisis par les Alliés. En 1919, le Dépôt est rebaptisé Corps de Torpilleurs et Marins et reçoit 15 torpilleurs de Classe A de la Kaiserliche Marine et 20 vedettes de mer (poseurs et dragueurs de mines) qui sont regroupés à Bruges, où un croiseur protégé français, le D'Entrecasteaux sert de base flottante. Une flottille du Rhin est créée pour surveiller le fleuve de Cologne jusqu'à la frontière néerlandaise.
Malgré cette réorganisation, la marine est à nouveau démantelée en 1927, cette fois pour des raisons budgétaires.

### Corps de Marine (1939-1940)
Quand la Seconde Guerre mondiale éclate, la Belgique est de nouveau dépourvue de marine. Le Corps de Marine est créé en 1939 afin de rassembler au plus vite le matériel et le personnel. Le Corps de Marine s'occupe entre autres de sécuriser les eaux côtières où dérivent de nombreuses mines flottantes. Malgré des moyens limités, le Corps de Marine neutralise plus de 250 mines en un an.
En mai 1940, le Corps de Marine participe à l'évacuation de la Belgique lors de l'exode et de la ville de Dunkerque, en France. Ensuite, il participe aux opérations de la marine française jusqu'au 25 juin 1940, date à laquelle les navires belges sont internés en Espagne. Seul le P16 parvient à s'échapper. Il rejoint l'Angleterre où il devient le patrouilleur HMS Kernot.

### Section belge de laRoyal Navy(1940-1945)

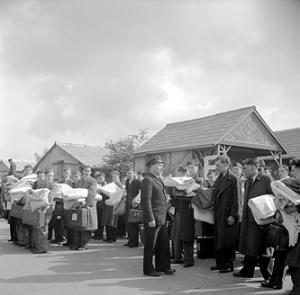
Recrues belges à leur arrivée au centre de formation HMS Royal Arthur (Skegness, Lincolnshire)

De nombreux marins du Corps de Marine, ainsi que des pêcheurs belges et des marins de la marine marchande rejoignent l'Angleterre pour se mettre au service de la lutte contre l'Axe. Dès septembre 1940, une section belge de la Royal Navy (RNSB) est créée à l'initiative du lieutenant de la marine d'État Victor Billet.

Cette section arme :
- deux corvettes : le HMS Buttercup (K193) et le HMS Godetia (K226),
- trois patrouilleurs: le HMS Phrontis (FD142), l'Electra et le Kernot,
- ainsi que de la 118e escadrille de dragueurs de mines MMS.

Les deux corvettes prennent part, jusqu'en décembre 1944, aux convois de l'Atlantique. Elles sont présentes dès le premier jour du débarquement en Normandie. La 118e escadrille rejoint Ostende en octobre 1944, pour commencer le dragage des passes navigables de le côte belge afin de préparer le débarquement de l'île de Walcheren. Elle s'occupe ensuite du déminage de l'Escaut, avant d'entrer le 28 novembre 1944 à Anvers à la tête du premier convoi de ravitaillement.

### Force navale (1946-2002)

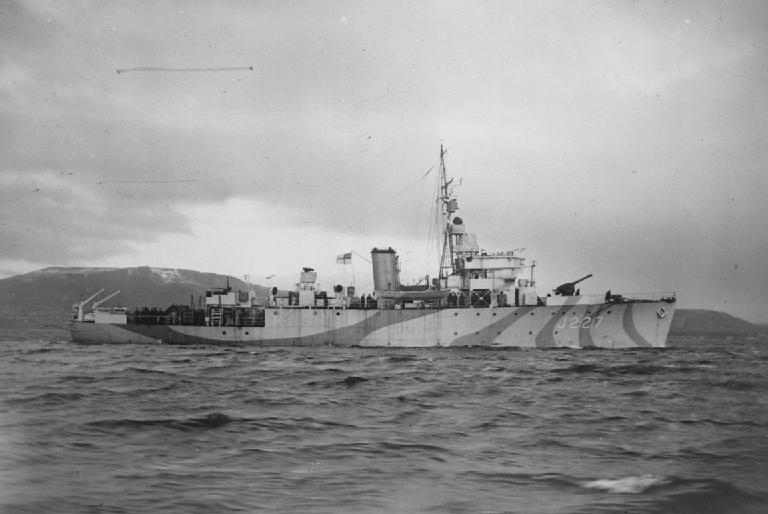
En juillet 1949, la Force navale fit l'acquisition de 6 Algerines (dragueurs de mines-escorteurs) de la classe du HMS Mutine représenté ici

Les marins belges qui, pour une grande part, n'ont pas servi que dans la section belge de la Royal Navy (ils ont été embarqués sur tous les types de bateaux de la Royal Navy), en rentrant en Belgique, participent à la création d'une marine de guerre nationale. Le pays ayant retrouvé sa souveraineté, il doit se charger du déminage et du balisage de ses eaux territoriales. Il faut également démagnétiser les navires marchands qui pénètrent dans les ports belges. De plus, les missions qui, avant la guerre, étaient assurées par l'Administration de la Marine (marine d'État), reprennent leur importance : garde-pêche, surveillance côtière, sauvetage en mer et répression des fraudes. Le 30 mars 1946, un arrêté royal, signé par le prince Charles, régent, forme la Force Navale avec ce qui constituait la section belge de la Royal Navy. Le Royaume-Uni offre les navires à la Belgique, ainsi que les équipes techniques. Ils deviennent l'ossature principale de la Force Navale.
La mission de cette marine est restée inchangée jusqu'à aujourd'hui : « Mettre à la disposition de la Nation les moyens navals nécessaires pour contribuer, en tout temps, à la sauvegarde de ses valeurs essentielles et à la défense des intérêts vitaux du pays et de ses alliés ».
La Force Navale commence par armer les navires reçus des alliés de la Belgique, où ceux récupérés sur l'Allemagne, par exemple le TNA Kamina qui servira entre autres à transporter le bataillon des volontaires lors de la guerre de Corée ou les troupes belges vers le Congo. Il sera plus tard reconverti en navire de soutien logistique et en navire-école.
La Force Navale s'agrandit au fil des ans, et ses acquisitions s'axent sur deux composantes principales : l'escorte et la guerre des mines. Elle achète 6 gros dragueurs de mines pouvant servir d'escorteur classe Algerines, 5 dragueurs de mines océaniques « MSO » (Mine Sweeper Ocean) et 26 dragueurs de mines côtiers « MSC » (Mine Sweeper Coastal). La Force Navale fait également construire 16 dragueurs de mines de petit fond "MSI" (Mine Sweeper Inlet) en Belgique.
C'est à Ostende que le Groupement Logistique et le Centre de Dragage de la Force Navale s'établissent, respectivement sur les rives est et ouest du port. En 1956, on entreprend dans la ville côtière la construction de l'École de la Guerre des Mines. Le Groupement Instruction, quant à lui, prend ses quartiers à Sint-Kruis (Bruges).
Afin de conserver son efficacité, la Force Navale se doit de renouveler son matériel. Le retrait du Kamina du service prive la marine d'un navire de commandement et de soutien logistique. Pour remédier à ce problème, les constructions du Godetia et du Zinnia sont entreprises en 1965 et en 1966.
Pour renouveler tous ses navires d'escorte, le gouvernement accepte en 1970 de faire construire quatre frégates de classe Wielingen : le Wielingen, le Westdiep, le Wandelaar et le Westhinder. Ces quatre navires sont opérationnels à partir de 1979.
La Force Navale est reconnue experte dans le domaine de la guerre des mines. La chasse aux mines qui a succédé au dragage requiert l'utilisation du sonar, les techniques et le matériel évoluant rapidement, de nouvelles perspectives semblent s'offrir. Deux MSC et cinq MSO sont transformés en MHSC (Mine Hunter/Sweeper Coast) et en MHSO (Mine Hunter/Sweeper Ocean).

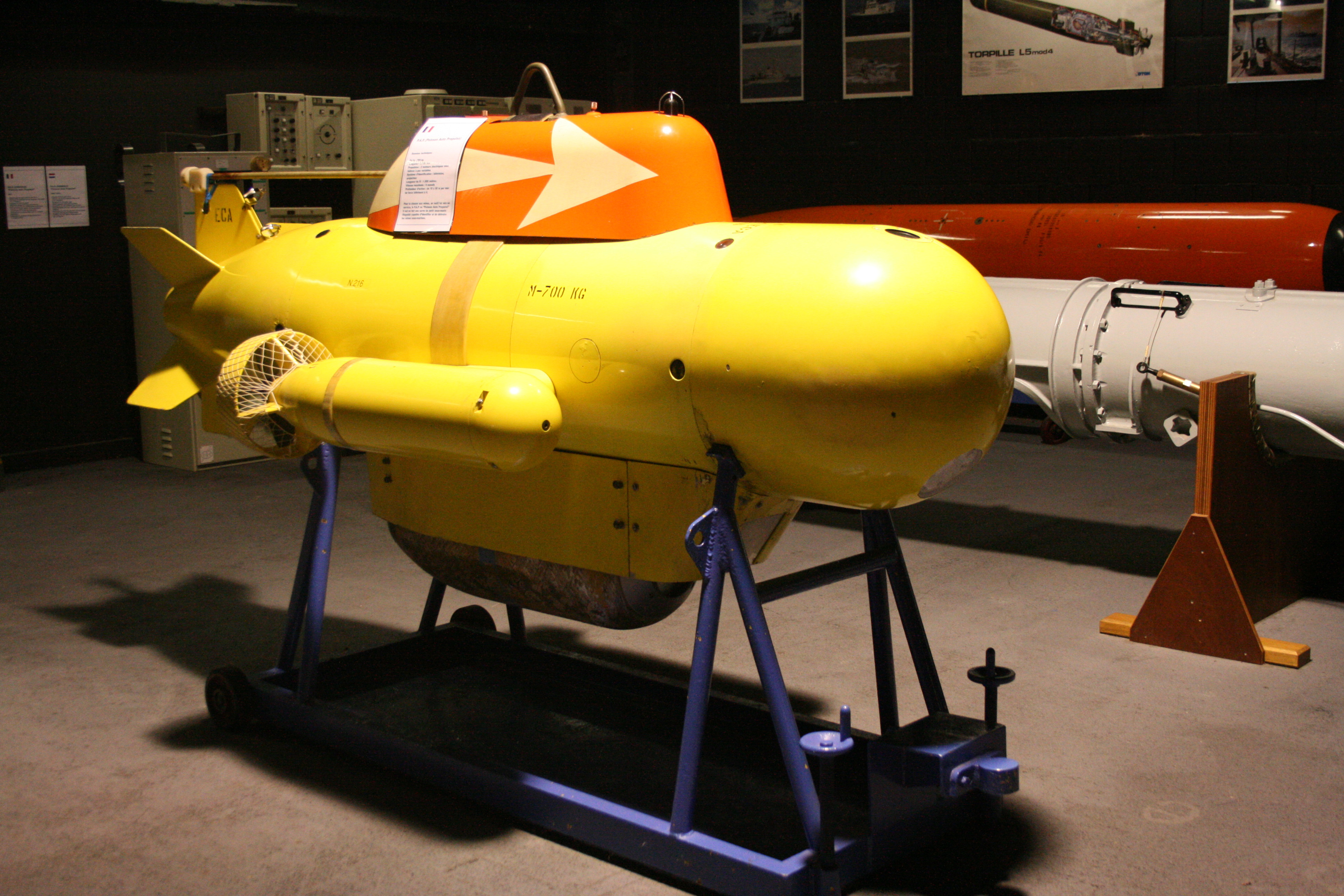
Poisson Auto propulsé

La lutte contre les mines progresse encore avec la construction et la mise en service de dix nouveaux chasseurs de mines tripartites (CMT) à partir de 1985, tous dotés du système PAP (Poisson Auto Propulsé).
La Force Navale concentre de plus en plus son activité sur la nouvelle base navale de Zeebruges, mais laisse à Ostende l'École de la Guerre des Mines de l'OTAN et à Sint-Kruis le Commandement Instruction.
En parallèle du développement considérable des chasseurs de mines, les dragueurs de mines, âgés de plus de 40 ans, sans sonar, sont complètement dépassés. En 1995, le gouvernement donne son accord pour développer un nouveau système de guerre des mines essentiellement fondé sur la chasse aux mines.
Au début des années 1990, avec la fin de la guerre froide, le gouvernement belge décide de restructurer profondément l'armée belge. Une frégate de classe Wielingen (le Westhinder) est retirée du service et trois chasseurs de mines tripartites sont revendus à la France.

### Composante maritime (2002-2010)
En 2002, le gouvernement décide de rassembler toutes les forces armées sous un même chapeau. La Force Navale, qui était indépendante, cesse d'exister et est remplacée par la composante maritime des forces armées belges. Son nouveau commandant est l'amiral de flottille Willy Goethals.
Le juillet 2005, le gouvernement décide d'acheter deux des six frégates néerlandaises de classe M restantes pour remplacer les frégates de classe Wielingen toujours en activité, les Wielingen, Westdiep et Wandelaar. Les deux frégates néerlandaises sont achetées le 21 décembre 2005 pour 250 millions d'euros. Il s'agit du Karel Doorman (F827) et du Willem Van Der Zaan (F829). Ils entrent en service dans la Composante Marine le 29 mars 2007 et le 8 avril 2008, sous les noms respectifs de Leopold I (baptisé par la reine Fabiola) et Louise-Marie (baptisé par la reine Paola). Les anciennes frégates quittent une à une le service, et passent sous pavillon bulgare : dans un premier temps, le Wandelaar devient le Drazki, le 21 octobre 2005 (après 521 734 nautiques sous pavillon belge) Ensuite, le Westdiep devient le Gordi le 22 août 2008 (563 769 nautiques avec la marine belge) et le Wielingen, dernier navire de sa classe à quitter la composante marine, devient le Verni le 9 février 2009. À cette occasion, le Myosotis, chasseur de mines tripartite inactif depuis plusieurs années, est renommé Tsibar et rejoint, lui aussi, la marine bulgare. Ces trois derniers navires sont cédés à la Bulgarie pour 54 millions d'euros.
Entretemps, la fonction de commandant est passée des mains de Willy Goethals, qui quitte ses fonctions le 31 décembre 2005 et prend sa retraite le lendemain, à celles de Jean-Paul Robyns, promu amiral de flottille pour l'occasion. Ce dernier est promu au rang d'amiral de division le 26 mars 2008, et fait aide de camp du roi le 1er juin 2008. Le 1er juillet 2008, Robyns est atteint par la limite d'âge, mais son cas fait l'objet d'une exception, de sorte qu'il n'est déchargé de sa fonction que le 1er juillet 2011. Il devient le même jour aide de camp honoraire du roi.

### Composante marine (à partir de 2010)

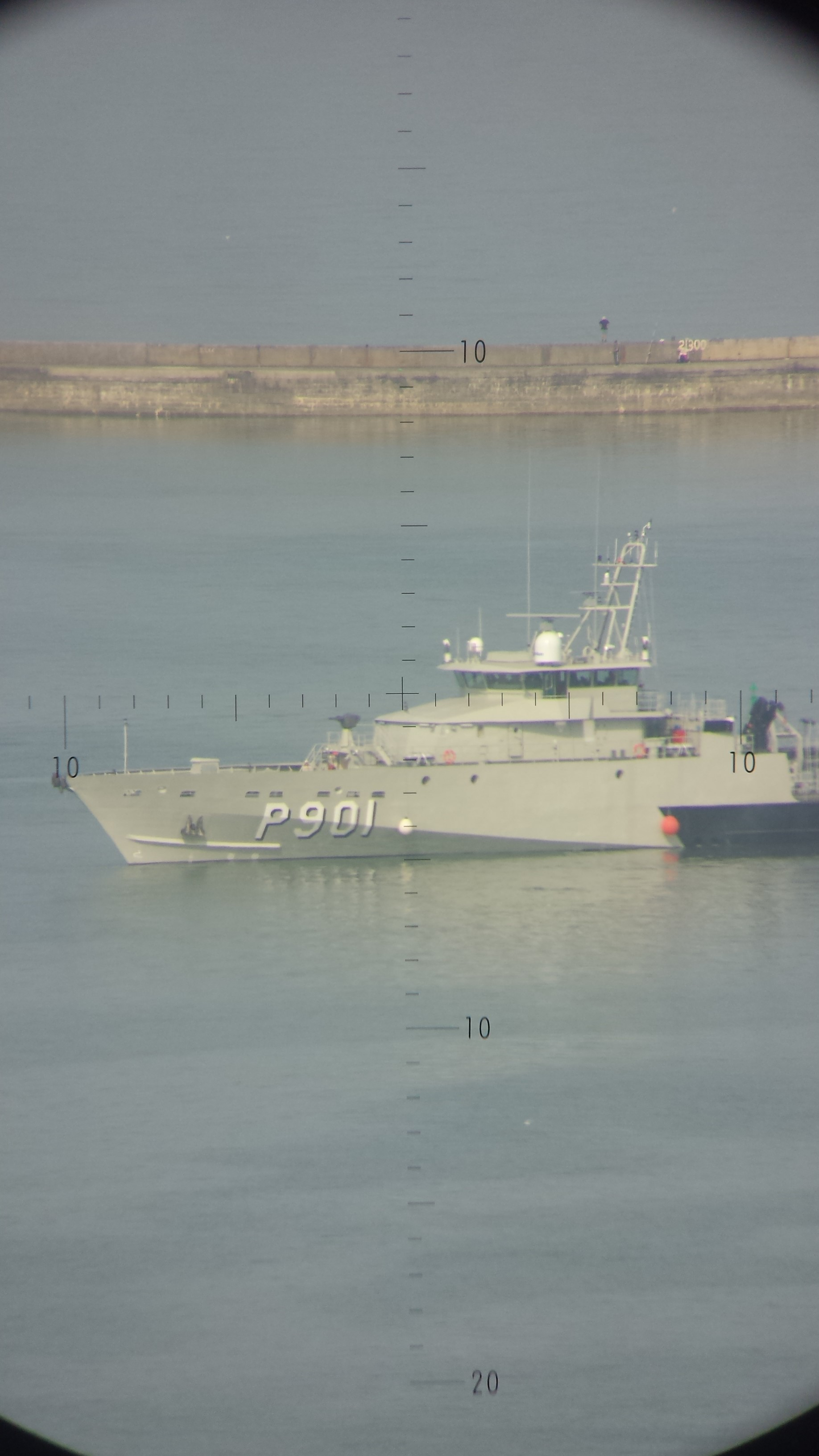
Le Castor, le premier des deux nouveaux patrouilleurs livrés à la composante marine en juillet 2014.

Le 6 avril 2010, la dénomination de la marine belge est changée en composante marine par arrêté royal. Auparavant, cette appellation était déjà utilisée à l'occasion, en partie à cause de sa similitude avec son équivalente néerlandaise, marinecomponent.
Le 28 Juin 2023, l'Amiral de division Tanguy Botman devient le commandant de la composante Marine.
Depuis 2021 et créer officiellement en juin 2023, elle se redote progressivement d’une force d'infanterie de marine abandonné en 1992, MarFus, officiellement Régiment des Fusiliers Marins. Une unité opérationnelle est prévue en 2030.

## Organisation

### Hiérarchie et État-major

#### Commandants de la composante marine
- 1er janvier 2002 – 31 décembre 2005 : amiral de flottille Willy Goethals[22]
- 1er janvier 2006 – 1er juillet 2011 : amiral de flottille, puis amiral de division Jean-Paul Robyns, aide de camp du roi[23]
- 30 juin 2011 - 5 mai 2015 : amiral de flottille, puis amiral de division Michel Hofman, aide de camp du roi[24]
- 6 mai 2015 - 19 septembre 2016 : amiral de flottille Georges Heeren[25]
- 20 septembre 2016 - 28 septembre 2020 : amiral de division Wim Robberecht[26]
- 28 septembre 2020 - 28 juin 2023 :  Vice-Amiral Jan De Beurme[27]
- 28 juin 2023 - Actuellement : Amiral de division Tanguy Botman[18]

### Bases
La composante marine dispose toujours de deux bases navales, l'une en Belgique et l'autre aux Pays-Bas, à Den Helder, dans le cadre de la collaboration belgo-néerlandaise.
- Zeebruges (la principale) qui se trouve dans le port.

Les anciennes bases sont : 
- Zeebruges, la base de réserve qui se trouvait dans l'arrière-port et qui a fermé fin des années 1980 y étaient stationnés le navire de commandement retiré du service et les drageurs chasseurs de mines océaniques et quelques côtiers.
- Anvers (Kallo), fermée fin des années 1980 (base de réserve où étaient stationnés les dragueurs de mines de petits fonds et les patrouilleurs fluviaux).
- Nieuwpoort (Lombardsijde), fermée fin des années 1970, base de réserve où stationnaient quelques dragueurs de mines côtiers et l'école nautique.
- Ostende, fermée au début des années 2000 où stationnaient les escadrilles opérationnelles de dragueurs de mines et l'école de plongée et, sur l'autre rive, le centre logistique de la Marine pour les réparations et l'entretien des navires de la flotte.
- Banana (au Congo Belge) : pas de détail sur les navires qui y stationnaient à part 2 patrouilleurs fluviaux dits les congolaises (P907 Rupel et P908 Ourthe).
- Cologne (Niehl) en Allemagne fédérale : base de la flottille du Rhin où se trouvaient 6 des patrouilleurs fluviaux.

À côté des bases, il existe toujours deux casernes :
- Bruges (Sainte-Croix) : caserne de la Marine utilisée par le Centre de compétence de la Marine.
- Ostende : caserne de la Marine qui abrite l'Ecole de guerre des mines.

## La flotte de la composante marine.

### Frégates
| Classe     | Navires      | indicatif visuel | Commissionné                                        | Constructeurs              | Origine  | Déplacement (tonnes) | Vitesse (nœuds) | Photos    | Notes |
| ---------- | ------------ | ---------------- | --------------------------------------------------- | -------------------------- | -------- | -------------------- | --------------- | --------- | --- |
| M Frégates | Leopold I    | F930             | 31 mai 1991 (Pays-Bas) 29 mars 2007 (Belgique)      | Schelde Naval Shipbuilding | Pays-Bas | 2,800                | 30              | Frameless | Frégates ex marine des Pays-Bas, achetées d'occasion en 2007 et 2008. Les deux navires ont reçu des modifications de leurs mats pour une meilleure détection des petites embaracations. |
| M Frégates | Louise-Marie | F931             | 28 novembre 1991 (Pays-Bas) 8 avril 2008 (Belgique) | Schelde Naval Shipbuilding | Pays-Bas | 2,800                | 30              | Frameless | Frégates ex marine des Pays-Bas, achetées d'occasion en 2007 et 2008. Les deux navires ont reçu des modifications de leurs mats pour une meilleure détection des petites embaracations. |

### Chasseurs de mines
| Classe            | Navires | Indicatif visuel | Commissionné | Constructeur                | Origine                  | Déplacement (tonnes) | Vitesse (nœuds) | Photos | Notes |
| ----------------- | ------- | ---------------- | ------------ | --------------------------- | ------------------------ | -------------------- | --------------- | ------ | --- |
| Classe Tripartite | Bellis  | M916             | 13 août 1986 | Mercantile-Belyard Shipyard | Belgique Pays-Bas France | 536                  | 12              |        | Programme lancé conjointement avec la France et les Pays-Bas, les 5 navires seront remplacés par 6 nouveaux bâtiments. Selon le calendrier initial le M916 Bellis devrait être retiré du service en décembre 2024. |
| Classe Tripartite | Crocus  | M917             | 3 sept. 1986 | Mercantile-Belyard Shipyard | Belgique Pays-Bas France | 536                  | 12              |        | Programme lancé conjointement avec la France et les Pays-Bas, les 5 navires seront remplacés par 6 nouveaux bâtiments. Selon le calendrier initial le M916 Bellis devrait être retiré du service en décembre 2024. |
| Classe Tripartite | Lobelia | M921             | 3 fév. 1988  | Mercantile-Belyard Shipyard | Belgique Pays-Bas France | 536                  | 12              |        | Programme lancé conjointement avec la France et les Pays-Bas, les 5 navires seront remplacés par 6 nouveaux bâtiments. Selon le calendrier initial le M916 Bellis devrait être retiré du service en décembre 2024. |
| Classe Tripartite | Primula | M924             | 20 déc. 1990 | Mercantile-Belyard Shipyard | Belgique Pays-Bas France | 536                  | 12              |        | Programme lancé conjointement avec la France et les Pays-Bas, les 5 navires seront remplacés par 6 nouveaux bâtiments. Selon le calendrier initial le M916 Bellis devrait être retiré du service en décembre 2024. |

### Patrouilleurs
| Type          | Navires | Indicatif visuel | Commissionné    | Constructeur                                                    | Origine | Déplacement (tonnes) | Vitesse (nœuds) | Photos | Notes                                                                                  |
| ------------- | ------- | ---------------- | --------------- | --------------------------------------------------------------- | ------- | -------------------- | --------------- | ------ | -------------------------------------------------------------------------------------- |
| Classe Castor | Castor  | P901             | 10 juillet 2014 | SOCARENAM Sociéte Calaisienne de Réparation Navale et Mécanique | France  | 455                  | 21              |        |                                                                                        |
| Classe Castor | Pollux  | P902             | 6 mai 2015      | SOCARENAM Sociéte Calaisienne de Réparation Navale et Mécanique | France  | 455                  | 21              |        |                                                                                        |
| Classe Castor | Vega    | P903             | 2026            | SOCARENAM Sociéte Calaisienne de Réparation Navale et Mécanique | France  | 455                  | 21              |        | En janvier 2024 il a été décidé de procéder à l'achat d'un patrouilleur supplémentaire |

### Flotte auxiliaire
| Navires auxiliaires | Navires auxiliaires | Navires auxiliaires | Navires auxiliaires | Navires auxiliaires | Navires auxiliaires | Navires auxiliaires |
| Images              | Classe              | Noms                | Type                | Déplacement         | Mise en service     | Note |
| ------------------- | ------------------- | ------------------- | ------------------- | ------------------- | ------------------- | --- |
|                     |                     | Wesp (A952)         | Remorqueur          | 180 t               | 1959                | |
|                     |                     | Zeemeeuw (A954)     | Remorqueur          | 220 t               | 1971                | |
|                     |                     | Mier (A955)         | Remorqueur          | 193 t               | 1962                | |
| Navire scientifique |                     |                     |                     |                     |                     | |
| Image               | Classe              | Nom                 | Type                | Déplacement         | Mise en service     | Note |
|                     |                     | Belgica             | Navire scientifique | 1200 t              | 2021                | Le Belgica est un navire de recherche polyvalent de l'Institut Royal des Sciences Naturelles de Belgique et de la Composante marine belge. Il est commandé par trois officiers de la marine, dont le premier capitaine. La compagnie maritime française Genavir a été désignée par le gouvernement belge comme opérateur et fournit l'autre équipage |
| Autres navires      |                     |                     |                     |                     |                     | |
| Image               | Classe              | Nom                 | Type                | Déplacement         | Mise en service     | Note |
|                     |                     | Quatuor (A983)      | Yacht royal         |                     |                     | |
|                     |                     | Alpa (A984)         |                     |                     |                     | |
|                     |                     | Spich (A995)        | Navire pneumatique  |                     |                     | |
|                     |                     | Werl (A998)         | Navire pneumatique  |                     |                     | |
|                     |                     | Spin (A997)         | Navire de servitude | 22 t                | 1959                | |

## Futur équipement

### Futurs navires

#### Frégates
| Classe                         | Navires | No. | Date d'entrée en service | Constructeur    | Origine  | Déplacement (tonnes) | Vitesse (nœuds) | Photos | Notes |
| ------------------------------ | ------- | --- | ------------------------ | --------------- | -------- | -------------------- | --------------- | ------ | --- |
| Future Surface Combatant class | —       | —   | 2030                     | Damen Shipyards | Pays-Bas | 6,400                | + 30            |        | 4 navires achetés conjointement entre les marines belges et hollandaises, 2 pour chaque marine, elles remplaceront les M-frégates. Frégates à vocation de lutte anti-sous-marine. |
| Future Surface Combatant class | —       | —   | 2031                     | Damen Shipyards | Pays-Bas | 6,400                | + 30            |        | 4 navires achetés conjointement entre les marines belges et hollandaises, 2 pour chaque marine, elles remplaceront les M-frégates. Frégates à vocation de lutte anti-sous-marine. |

#### Chasseurs de mines
| Classe     | Navire                         | Indicatif visuel | Dates de mises en service | Constructeur | Origine                     | Déplacement (tonnes) | Vitesse (nœuds) | Photo | Notes |
| ---------- | ------------------------------ | ---------------- | ------------------------- | ------------ | --------------------------- | -------------------- | --------------- | ----- | --- |
| City class | Belgian minehunter (Oostende)  | M940             | Aout 2025                 | Piriou       | France, Belgique, Pays-Bas, | 2,800                | 15.3            |       | Programme conjoint entre les Pays-Bas et la Belgique, 12 navires commandés, 6 pour chaque marine. Remplaceront la classe Tripartie. |
| City class | Belgian minehunter (Tournai)   | M941             | Mars 2026                 | Piriou       | France, Belgique, Pays-Bas, | 2,800                | 15.3            |       | Programme conjoint entre les Pays-Bas et la Belgique, 12 navires commandés, 6 pour chaque marine. Remplaceront la classe Tripartie. |
| City class | Belgian minehunter (Brugge)    | M942             | Decembre 2026             | Piriou       | France, Belgique, Pays-Bas, | 2,800                | 15.3            |       | Programme conjoint entre les Pays-Bas et la Belgique, 12 navires commandés, 6 pour chaque marine. Remplaceront la classe Tripartie. |
| City class | Belgian minehunter (Liège)     | M943             | Décembre 2027             | Piriou       | France, Belgique, Pays-Bas, | 2,800                | 15.3            |       | Programme conjoint entre les Pays-Bas et la Belgique, 12 navires commandés, 6 pour chaque marine. Remplaceront la classe Tripartie. |
| City class | Belgian minehunter (Antwerpen) | M944             | Décembre 2028             | Piriou       | France, Belgique, Pays-Bas, | 2,800                | 15.3            |       | Programme conjoint entre les Pays-Bas et la Belgique, 12 navires commandés, 6 pour chaque marine. Remplaceront la classe Tripartie. |
| City class | Belgian minehunter (Rochefort) | M945             | Décembre 2029             | Piriou       | France, Belgique, Pays-Bas, | 2,800                | 15.3            |       | Programme conjoint entre les Pays-Bas et la Belgique, 12 navires commandés, 6 pour chaque marine. Remplaceront la classe Tripartie. |

#### Patrouilleurs
| Classe        | Navire | No.  | Date de mise en service | Builder                                                         | Origine | Déplacement (tonnes) | Vitesse (nœuds) | Photo | Notes                                                                              |
| ------------- | ------ | ---- | ----------------------- | --------------------------------------------------------------- | ------- | -------------------- | --------------- | ----- | ---------------------------------------------------------------------------------- |
| Classe Castor | Vega   | P903 | 2026                    | SOCARENAM Sociéte Calaisienne de Réparation Navale et Mécanique | France  | 455                  | 21              | —     | Début 2024 la Belgique décide de passer commande d'un patrouilleur supplémentaire. |

## Tâches

### En temps de guerre et de crise
La Composante Marine a un rôle principalement défensif.
En temps de crise ou de guerre, la Composante Marine doit gérer, avec l'aide des alliés de la Belgique les crises découlant des violations du Droit international et/ou des Droits de l'homme. Elle doit exercer la souveraineté dans les eaux territoriales belges, défendre les lignes maritimes de communication belges et alliées, et défendre les ports de toute attaque aérienne, de surface ou sous-marine. La Composante Marine doit également sécuriser ses eaux en luttant contre les mines.

### En temps de paix
La Composante Marine représente la Belgique en mer, fournit un soutien à ses activités diplomatiques et à son commerce extérieur. La Composante Maritime collabore avec les marines alliées en participant à des actions humanitaires. Elle contribue à la recherche océanographique, contrôle la pêche, lutte contre la pollution maritime, soutient les opérations de la police et de la douane, détecte les épaves de bateaux, participe au sauvetage en mer, contribue à la formation des officiers de la marine marchande, contrôle les eaux territoriales et la zone économique exclusive, ouvre si nécessaire un centre de médecine hyperbare équipé de caissons de décompression pour sauver les personnes victimes d'accidents de plongée, détruit les engins explosifs en mer, prépare les tâches à exécuter en temps de guerre et de crise, etc.

## Opérations
La Force Navale, puis actuellement la Composante Maritime, ont participé à ces opérations :

### Guerre de Corée
Le Kamina transporte les volontaires belges et luxembourgeois qui désirent s'impliquer dans la guerre de Corée en 1950. En 1954, le Kamina assure le rapatriement du corps expéditionnaire belge.

### Indépendance duCongo
Lors des événements de l'indépendance du Congo en 1960, presque toute la flotte de la Force Navale est dans les eaux équatoriales.

### Opération multinationale de déminage
La Belgique, la France, les Pays-Bas, l'Allemagne et le Royaume-Uni participent à une opération de déminage au nord de la Hollande en 1968.

### OpérationsOctopusetCalendar
L'opération Octopus est lancée le 21 septembre 1987. Une flottille belgo-néerlandaise participe au déminage du golfe Persique, durant la guerre Iran-Irak, afin de garantir le principe de libre circulation en eaux internationales, d'assurer la défense des intérêts économiques belges et d'affirmer la solidarité européenne au sein de l'UEO. L'opération est placée sous commandement belge et est dirigée depuis le centre d'opérations de Den Helder (Pays-Bas).
- Octopus 1 : La première phase de l'opération commence le 21 septembre 1987. La flottille engagée est composée du bâtiment belge de commandement et de soutien logistique, le A961 Zinnia, qui dispose d'un hélicoptère de liaison Alouette III, des chasseurs-dragueurs de mines océaniques belges M906 Breydel et M909 Bovesse, et des chasseurs de mines tripartites néerlandais M856 Maasluis et M859 Hellevoetsluis.
- Octopus 2 : le 9 mars 1988, la deuxième phase de l'opération commence. Le chasseur de mines tripartite belge M917 Crocus rejoint le golfe Persique pour prendre la relève des M906 Breydel et M909 Bovesse.
- Octopus 3 : le 13 mai 1988, la troisième phase de l'opération commence. Le chasseur de mines tripartite néerlandais M861 Urk prend la relève des M856 Maasluis et M859 Hellevoetsluis.

L'opération se termine le 1er juillet 1988. La flottille aura opéré dans le golfe d'Oman, dans le détroit d'Ormuz et dans la partie sud du golfe Persique, détectant et neutralisant cinq mines. 30 % des effectifs de la Force navale ont été impliqués dans l'opération, qui marque le début de la coopération européenne en matière de défense.
La Force navale prendre part à une autre opération durant les deux dernières années de la guerre Iran-Irak : l'opération Calendar.

### OpérationSouthern Breeze
Le gouvernement belge se déclare prêt à participer à l'intervention militaire au Koweït durant la deuxième guerre du Golfe, dans le cadre des résolutions de l'ONU.
L'OTAN ne peut intervenir dans cette opération, les conditions juridiques n'étant pas remplies : aucun pays membre n'est l'objet d'une attaque, et le conflit se déroule au-dehors des limites géographiques de l'OTAN. Plusieurs gouvernements européens se montrent cependant réticents quant à placer leurs navires sous commandement américain : c'est donc l'UEO qui coordonne les opérations des marines européennes.
Le 13 août 1990, le gouvernement belge décide d'envoyer une flottille de guerre des mines en Méditerranée, puis le 6 septembre, l'envoie dans le golfe Persique. Cette flottille est composée du bâtiment de commandement et de soutien logistique A961 Zinnia, et des chasseurs de mines tripartites M920 Iris et M922 Myosotis. Les navires évoluent sous le commandement opérationnel national exercé à partir de Zeebruges par le Commandement des Opérations Navales. Le contrôle opérationnel est délégué à l'amiral français pour l'océan Indien, à qui l'UEO a confié la direction de l'opération.
Les opérations de lutte contre les mines débutent le 23 septembre 1990 dans le golfe d'Oman. La frégate F912 Wandelaar est envoyée en renfort dans la zone de crise le 4 octobre et commence les opérations de contrôle de l'embargo au large de Bab el Mandeb le 17 octobre. Elles dureront jusqu'au 14 janvier 1991.
Le 17 janvier 1991, l'opération Tempête du désert débute. La flottille belge entre dans le golfe Persique sous la coordination de l'UEO.
Le 19 janvier, la frégate F910 Wielingen relève le F912 Wandelaar.
Le 27 février, le gouvernement belge décide d'envoyer un troisième chasseur de mines tripartite dans le golfe Persique : le M918 Dianthus.
Après la signature du cessez-le-feu, les opérations de déminage démarrent au large du Koweït le 4 mars 1991.
La flottille belge de lutte contre les mines est renforcée par les chasseurs de mines néerlandais M853 Haarlem, M854 Harlingen, M862 Zierikzee ainsi que par les chasseurs de mines français M642 Cassiopée, M644 Pégase, M645 Orion, M647 L'Aigle, M650 Sagittaire, par le bâtiment-base de plongeurs démineurs M622 Pluton et par le bâtiment de soutien mobile A615 Loire.
Le 17 mars, sur décision de l'UEO, l'amiral pour l'océan Indien confie à la Belgique le commandement tactique de la flottille franco-belge de lutte contre les mines et la coordination avec le groupe néerlandais. Le dernier navire belge quitte le golfe le 14 juillet 1991.
La Belgique est le pays ayant lutté le plus activement contre les mines durant la deuxième guerre du Golfe, avec à son actif la découverte et la neutralisation de 280 mines. Les frégates belges ont interpellé 3 168 navires marchands et en ont visité 28. Elles ont ainsi accompli le double de la moyenne des contrôles effectués par les unités de l'UEO dans le cadre du contrôle de l'embargo. De plus, le F910 Wielingen met à son actif le sauvetage de 25 naufragés lors de deux opérations de secours.
Pour cette opération qui a duré un an, la Force Navale a maintenu en permanence 5 navires dans la zone en crise, ce qui correspond à l'engagement de 1 234 membres d'équipage.

### OpérationEquator Kiss
La Force Navale prend part à l'aide humanitaire apportée à la Somalie durant l'opération Equator Kiss (1992-1994).

### OpérationSharp Vigilance/Sharp Fence/Sharp Guard
Lors du Conseil des Ministres de l'UEO qui se tient à Helsinki le 10 juillet 1992, il est décidé de mettre en œuvre les opérations de l'embargo décrété contre la République fédérale de Yougoslavie par l'ONU.
- Opération Sharp Vigilance : le 21 septembre, la frégate F913 Westhinder appareille de la base navale de Zeebruges pour rejoindre, dans la mer Adriatique, la flottille de l'UEO chargée de faire respecter les résolutions des Nations unies.
- Opération Sharp Fence : le 22 novembre 1992, l'opération passe au niveau supérieur et prend le nom d'opération Sharp Fence. La frégate belge est sous commandement opérationnel du Commandement des Opérations Navales de Zeebruges et sous le contrôle opérationnel du Commandant en Chef de la Marine italienne. Le F913 Westhinder évolue en mer Adriatique jusqu'au 14 janvier 1993. Il rentre à Zeebruges le 22 janvier. Il a, durant la campagne, interpelé 596 navires marchands, et en a visité 17. L'équipage est composé de 160 militaires, dont 4 femmes, une première dans l'histoire navale belge. Le F911 Westdiep quitte Zeebruges le 6 janvier 1993, et y revient, après avoir opéré en mer Adriatique, le 2 avril 1993. Il a interpelé 507 navires marchands, en a visité 42 et en a dévié 7 vers un port italien pour contrôle approfondi. Lorsqu'il quitte la zone des opérations, le F911 Westdiep affiche le plus grand nombre de navires visités par la flottille UEO.
- Opération Sharp Guard : le 16 juillet 1993, l'OTAN et l'UEO mettent conjointement en œuvre l'opération Sharp Guard. La frégate F912 Wandelaar participe à cette opération du 10 septembre 1994 au 18 novembre de la même année, au sein de la force navale permanente de l'OTAN en Méditerranée. Du 19 novembre au 14 février 1995, le Wandelaar effectue sa mission au sein de la force navale de l'UEO. Durant cette période, il a interpelé 350 navires marchands, en a visité 45 et en a dévié 19 vers un port italien pour un contrôle approfondi.

### OpérationSouthern Breeze II
En 1995, les États-Unis demandent à la Belgique, dans le cadre des sanctions imposées à l'Irak par le Conseil de Sécurité de l'ONU, de fournir une contribution active à la force d'interception multinationale chargée de faire respecter l'embargo dans le golfe Persique.
La frégate F910 Wielingen quitte la base navale de Zeebruges le 5 septembre 1995, avec à son bord 162 membres d'équipage, dont 8 femmes. Le navire est placé sous contrôle opérationnel américain, et est utilisé dans une zone d'opération située entre le 29e parallèle et les eaux territoriales irakiennes et iraniennes. Le F910 Wielingen rentre à Zeebruges le 27 janvier 1996.

### OpérationSouthern Breeze III

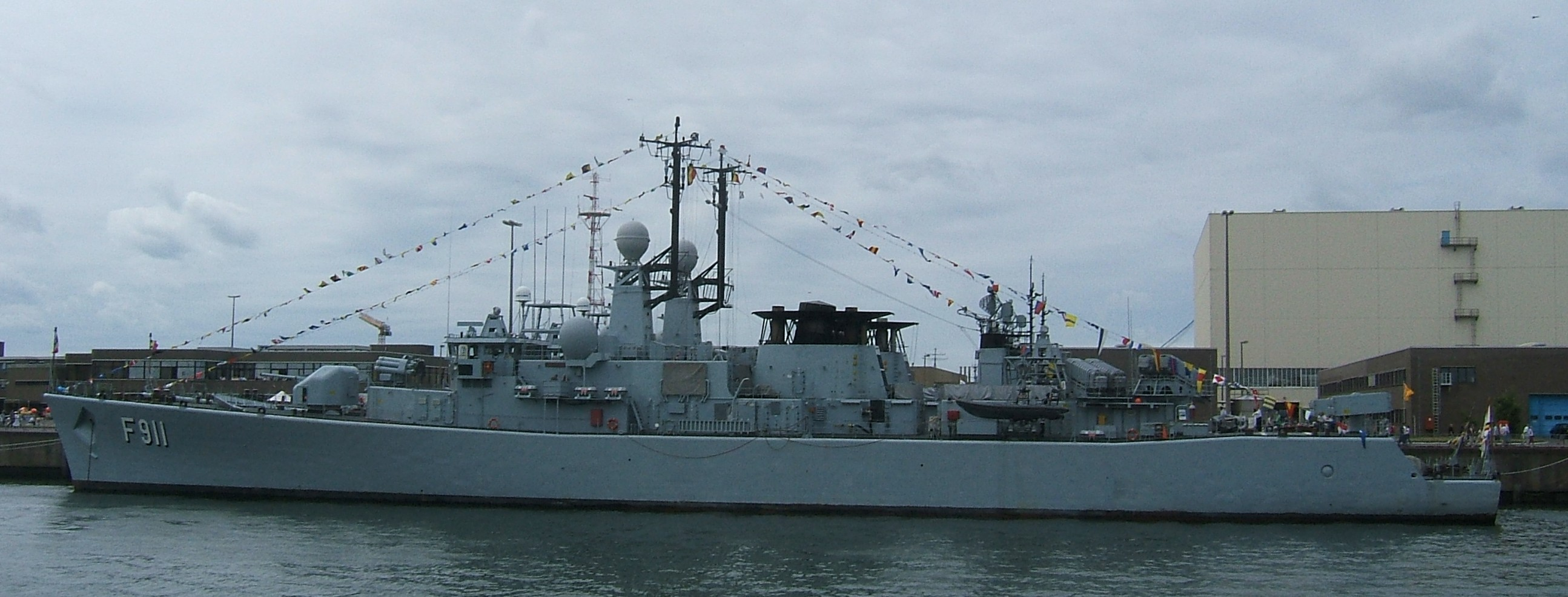
Le Westdiep participa à l'opération Southern Breeze III dans le golfe Persique.

Le 18 février 1998, la Belgique décide d'envoyer la frégate F911 Westdiep dans le golfe Persique dans le cadre d'une éventuelle participation aux opérations internationales entourant la crise irakienne, et ce, en tant que signe politique à l'Irak. Le F911 Westdiep, qui effectuait un entrainement avec la marine française, fait une escale à Brest le 19 février pour un bref entretien technique. Deux convois envoyés de Zeebruges, de 8 et 3 camions, transportant munitions, équipement et personnel technique arrivent à Brest dans la journée du 19 février, et la frégate peut appareiller le même jour en direction du golfe Persique.
Le 23 février, un accord est trouvé entre l'Irak et l'ONU. Deux jours plus tard, le gouvernement belge décide de maintenir le F911 Westdiep en Méditerranée orientale pour qu'il y effectue un entraînement d'anticipation en vue d'une décision définitive concernant la suite des opérations.
Du 28 février au 4 mars, le Westdiep fait escale à Alexandrie. Le navire y est réapprovisionné, 17 membres d'équipage sont relevés grâce à deux C-130 de la Force Aérienne, et 9 militaires précédemment débarqués réintègrent leur unité. L'équipage est alors composé de 160 militaires, dont 9 femmes.
Le 4 mars, le Westdiep rejoint le Groupe Tactique français, dont il devait initialement faire part, qui s'entraîne au large de la Sicile. Le 8 mars, les navires français retournent vers Brest.
Du 13 au 16 mars, le Westdiep fait escale dans la baie de Souda, en Crète. Il repart le 17 mars pour la mer Ionienne, où il effectue quelques exercices, dont le tir d'une fusée anti sous marine réelle. Le Westdiep rejoint ensuite Kerkyra (Corfou), où il fait escale du 20 au 23 mars. Les exercices prévus avec la marine italienne au large d'Augusta (Sicile) ne sont pas tous effectués, en raison d'importantes tempêtes en mer Ionienne. Du 27 au 30 mars, la frégate belge mouille dans le port de Palerme. Le F911 Westdiep passe ensuite par le détroit de Messine, et se dirige vers Haïfa, où il est attendu pour le 5 avril.
Cependant, le 2 avril, le gouvernement belge estime que la présence de sa frégate en Méditerranée orientale n'est plus nécessaire, et décide donc de mettre fin à son déploiement dans le cadre de la crise irakienne. Le Westdiep, qui effectue un approvisionnement avec l'USS Merrimack au sud de la Crète, met le cap sur Zeebruges dès la fin de l'opération. Le 10 avril, la frégate rentre dans le port belge, mettant un terme à l'opération Southern Breeze III.
Si le F911 Westdiep n'a pas véritablement agi sur le terrain dans le cadre de la crise irakienne, son déploiement, sa disponibilité et sa mobilité en ont fait un puissant instrument de politique étrangère, ce qui est initialement leur rôle.

### Opérations récentes
Depuis 1998, la marine belge s'est impliquée dans une dizaine d'opérations.
Durant l'intervention militaire de 2011 en Libye, le chasseur de mines Narcis, relevé ensuite par le Lobelia, a été déployé pour des missions de surveillance en mer.
Opération Foch de la frégate Léopold 1er accompagnant notamment le porte-avion français Charles de Gaulle dans le golfe persique à partir de février 2021.